# هولدر (ایلینوی)
هولدر (به انگلیسی: Holder) یک منطقهٔ مسکونی در ایالات متحده آمریکا است که در ایلینوی واقع شده‌است. هولدر ۲۵۶٫۰۴ متر بالاتر از سطح دریا واقع شده‌است.